# Centroberyx rubricaudus
Centroberyx rubricaudus är en fiskart som beskrevs av Liu och Shen, 1985. Centroberyx rubricaudus ingår i släktet Centroberyx och familjen beryxfiskar. Inga underarter finns listade i Catalogue of Life.